# Trachymyrmex
Trachymyrmex é um gênero de insetos, pertencente a família Formicidae. São encontradas nas Américas do Norte, Central e do Sul.

## Espécies
- Trachymyrmex agudensis Kempf, 1967
- Trachymyrmex arizonensis (Wheeler, 1907)
- Trachymyrmex bugnioni (Forel, 1912)
- Trachymyrmex carib Weber, 1945
- Trachymyrmex cornetzi (Forel, 1912)
- Trachymyrmex desertorum (Wheeler, 1911)
- Trachymyrmex dichrous Kempf, 1967
- Trachymyrmex diversus Mann, 1916
- Trachymyrmex echinus Weber, 1938
- Trachymyrmex farinosus (Emery, 1894)
- Trachymyrmex fiebrigi (Santschi, 1916)
- Trachymyrmex gaigei (Forel, 1914)
- Trachymyrmex guianensis Weber, 1937
- Trachymyrmex holmgreni Wheeler, 1925
- Trachymyrmex iheringi (Emery, 1888)
- Trachymyrmex intermedius (Forel, 1909)
- Trachymyrmex irmgardae (Forel, 1912)
- Trachymyrmex isthmicus Santschi, 1931
- Trachymyrmex jamaicensis (Andre, 1893)
- Trachymyrmex kempfi Fowler, 1988
- Trachymyrmex levis Weber, 1938
- Trachymyrmex mandibularis Weber, 1938
- Trachymyrmex nogalensis Byars, 1951
- Trachymyrmex oetkeri (Forel, 1908)
- Trachymyrmex opulentus (Mann, 1922)
- Trachymyrmex papulatus Santschi, 1922
- Trachymyrmex phaleratus Wheeler, 1925
- Trachymyrmex primaevus Baroni Urbani, 1980
- Trachymyrmex pruinosus (Emery, 1906)
- Trachymyrmex relictus Borgmeier, 1934
- Trachymyrmex ruthae Weber, 1937
- Trachymyrmex saussurei (Forel, 1885)
- Trachymyrmex septentrionalis (McCook, 1881)
- Trachymyrmex sharpii (Forel, 1893)
- Trachymyrmex smithi Buren, 1944
- Trachymyrmex squamulifer (Emery, 1896)
- Trachymyrmex tucumanus (Forel, 1914)
- Trachymyrmex turrifex (Wheeler, 1903)
- Trachymyrmex urichii (Forel, 1893)
- Trachymyrmex verrucosus Borgmeier, 1948
- Trachymyrmex wheeleri (Weber, 1937)
- Trachymyrmex zeteki Weber, 1940